# 小行星6881
小行星6881（英語：6881 Shifutsu）是一颗围绕太阳公转的小行星。1994年10月31日，小林隆男在大泉町发现了此天体。
这颗小行星的绝对星等为242.89476等。